# FMR1
El gen humà FMR1 (fragile X mental retardation 1) codifica la proteïna (FMRP, de l'anglès fragile X mental retardation 1 protein). Aquesta proteïna se sintetitza a molts de teixits, especialment al cervell i als testicles. Podria intervenir en el desenvolupament de les connexions (sinapsis) entre les cèl·lules nervioses i el cervell, on tenen lloc les comunicacions. Les connexions entre les cèl·lules nervioses poden canviar i adaptar-se al llarg del temps davant de determinades experiències, característica anomenada plasticitat. FMRP podria ajudar a regular la plasticitat sinàptica, la qual és important per a l'aprenentatge i la memòria.
La proteïna FMRP actua com a llançadora dins de les cèl·lules, portant les molècules d'ARN missatger (ARNm), que contenen la informació per muntar les proteïnes.Les porta des del nucli fins a les regions de les cèl·lules on ´es munten les proteïnes Algunes molècules de l'ARNm poden ser importants per a la funció de les cèl·lules del nervi.
Una regió del gen FMR1 té una seqüència particular de tres nucleòtids, CGG, que es repeteix. En la majoria de les persones, el nombre de les repeticions de CGG és d'entre una mica menys de 10 fins a quasi 40.
El gen FMR1 està situat al braç llarg (q) del cromosoma X en la posició 27.3, des del parell de bases 146.699.054 fins al 146.738.156.

## Malalties associades
- Síndrome X fràgil
- FXTAS